# فابيو غالانتي
فابيو غالانتي (بالإيطالية: Fabio Galante)‏ (مواليد 20 نوفمبر 1973 في مونتيتشاتيني تيرمي - إيطاليا) لاعب كرة قدم إيطالي يلعب حاليا لصالح نادي الدرجة الأولى ليفورنو الإيطالي منذ 2004 في مركز قلب الدفاع .

## روابط خارجية
- فابيو غالانتي على موقع الاتحاد الدولي (مؤرشف)  (الإنجليزية)
- فابيو غالانتي على موقع قاعدة بيانات كرة القدم.إي يو (الإنجليزية)
- فابيو غالانتي على موقع Soccerway.com (الإنجليزية)
- فابيو غالانتي على موقع عالم كرة القدم.نت (الإنجليزية)
- فابيو غالانتي على موقع كووورة
- فابيو غالانتي على موقع أوليمبيديا (الإنجليزية)